# Trình duyệt web

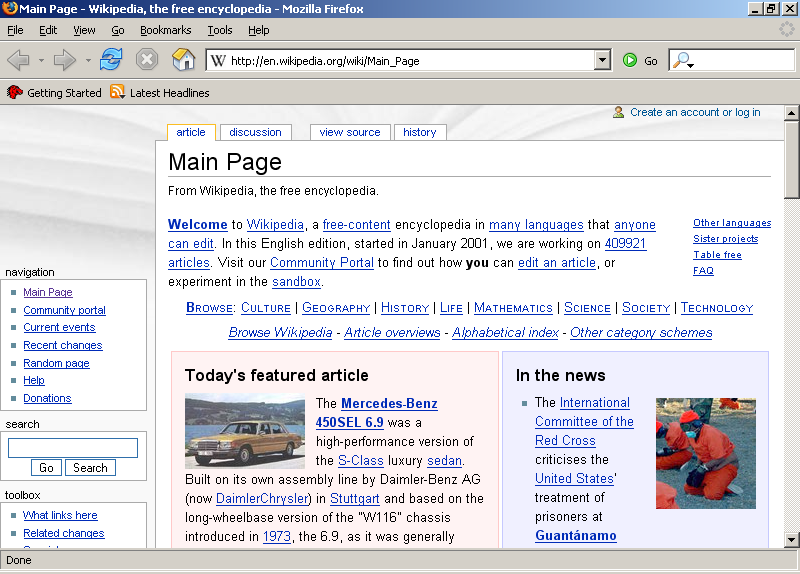
Ảnh chụp màn hình của trình duyệt web Mozilla Firefox

Trình duyệt web, thường được viết tắt là Trình duyệt, là một ứng dụng để truy cập các trang web. Khi người dùng yêu cầu một trang web từ một trang web cụ thể, trình duyệt sẽ truy xuất các file của trang web đó từ máy chủ web rồi hiển thị trang đó trên màn hình của người dùng. Trình duyệt cũng có thể hiển thị nội dung được lưu trữ cục bộ trên thiết bị của người dùng.

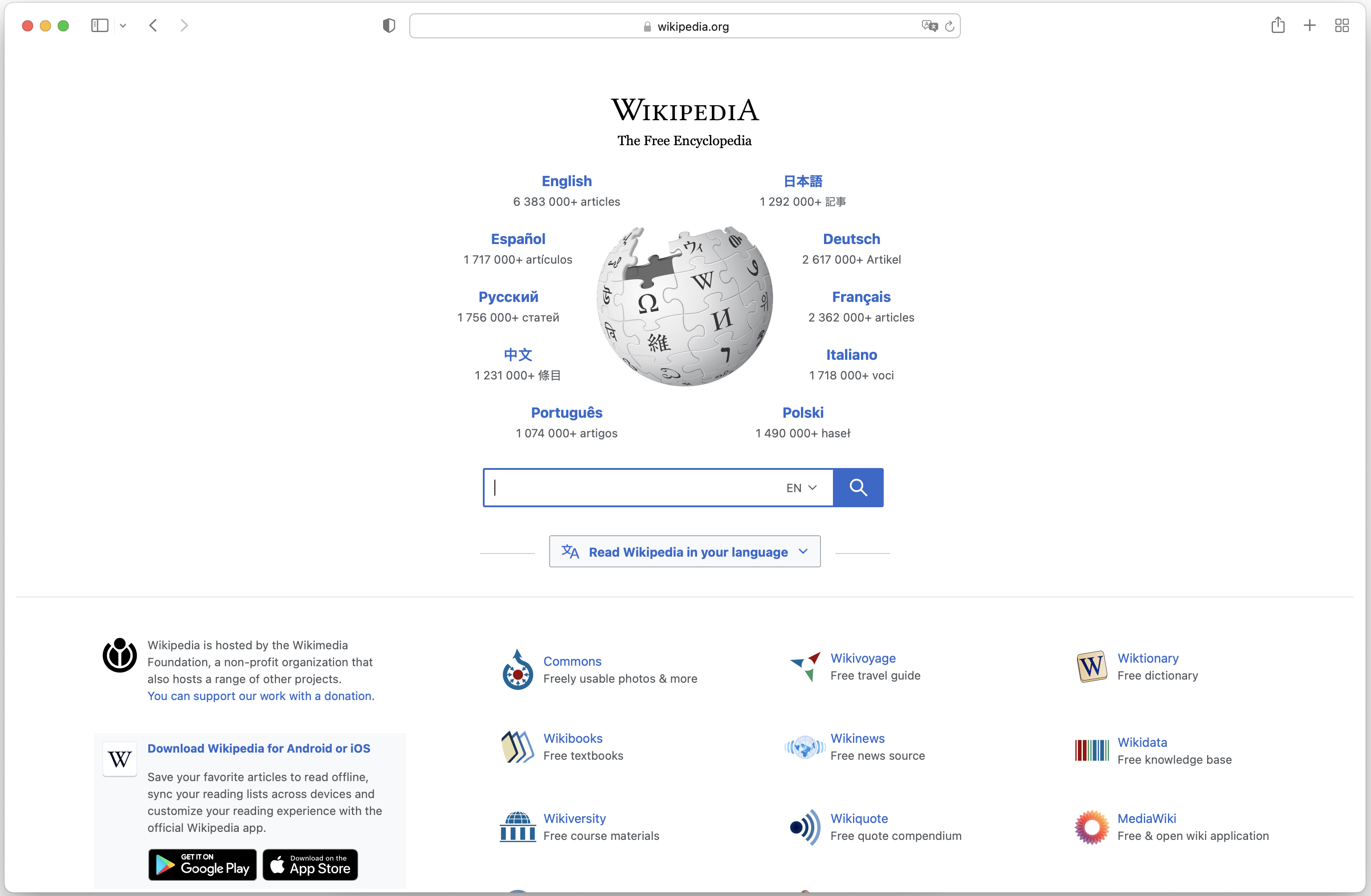
Trình duyệt web (Safari) hiển thị trang web

Trình duyệt được sử dụng trên nhiều thiết bị, bao gồm máy tính để bàn, máy tính xách tay, máy tính bảng, điện thoại thông minh, đồng hồ thông minh và máy chơi game. Tính đến năm 2024, các trình duyệt được sử dụng nhiều nhất trên toàn thế giới là Google Chrome (~66% market share), Safari (~16%), Edge (~6%), Firefox (~3%), Samsung Internet (~2%), và Opera (~2%). Tính đến năm 2023, ước tính có 5,4 tỷ người đã sử dụng trình duyệt.

## Lịch sử
Trình duyệt web đầu tiên, được gọi là WorldWideWeb, được phát minh vào năm 1990 bởi Sir Tim Berners-Lee. Sau đó ông đã tuyển dụng Nicola Pellow để viết Line Mode Browser, trình duyệt này hiển thị các trang web trên các thiết bị đầu cuối đơn giản; nó được phát hành vào năm 1991. Trình duyệt web Mosaic được phát hành vào tháng 4 năm 1993 và sau đó được coi là trình duyệt web đầu tiên trở nên phổ biến. Giao diện người dùng đồ họa sáng tạo của nó giúp World Wide Web dễ điều hướng và do đó dễ tiếp cận hơn với người dùng trung bình. Đến lượt mình, điều này đã châm ngòi cho sự bùng nổ Internet của những năm 1990, khi Web phát triển với tốc độ rất nhanh. Các nhà phát triển chính của Mosaic sau đó đã thành lập tập đoàn Netscape, công ty đã phát hành Netscape Navigator chịu ảnh hưởng của Mosaic vào năm 1994. Navigator nhanh chóng trở thành trình duyệt phổ biến nhất.

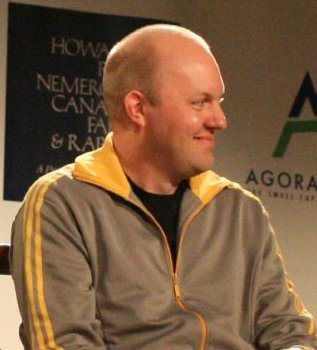
Marc Andreessen, nhà phát triển hàng đầu của Mosaic và Navigator

Microsoft ra mắt Internet Explorer vào năm 1995, dẫn đến một cuộc chiến trình duyệt với Netscape. Trong vòng vài năm, Microsoft đã đạt được vị trí thống lĩnh trên thị trường trình duyệt vì hai lý do: họ đóng gói Internet Explorer với hệ điều hành Windows phổ biến của mình và thực hiện như một phần mềm miễn phí mà không có hạn chế nào về việc sử dụng. Thị phần của Internet Explorer đạt đỉnh ở mức hơn 95% vào đầu những năm 2000. Năm 1998, Netscape chuyển đổi thành Mozilla Foundation để tạo ra một trình duyệt mới sử dụng mô hình phần mềm nguồn mở. Công trình này đã phát triển thành trình duyệt Firefox, lần đầu tiên được Mozilla phát hành vào năm 2004. Thị phần của Firefox đạt đỉnh ở mức 32% vào năm 2010. Apple đã phát hành trình duyệt Safari vào năm 2003; nó vẫn là trình duyệt thống lĩnh trên các thiết bị của Apple, mặc dù nó không trở nên phổ biến ở những nơi khác.

WorldWideWeb, trình duyệt web đầu tiên.

Google ra mắt trình duyệt Chrome vào năm 2008, trình duyệt này liên tục chiếm thị phần từ Internet Explorer và trở thành trình duyệt phổ biến nhất vào năm 2012. Chrome vẫn thống trị kể từ đó. Năm 2015, Microsoft đã thay thế Internet Explorer bằng Edge [Legacy] cho bản phát hành Windows 10. Năm 2020, phiên bản cũ này đã được thay thế bằng phiên bản Edge mới dựa trên Chromium.

Nicola Pellow và Tim Berners-Lee trong văn phòng của họ tại CERN.

Kể từ đầu những năm 2000, trình duyệt đã mở rộng đáng kể khả năng HTML, CSS, JavaScript, và  và đa phương tiện của chúng. Một lý do là để cho phép các trang web phức tạp hơn, chẳng hạn như ứng dụng web. Một yếu tố khác là sự gia tăng đáng kể kết nối băng thông rộng ở nhiều nơi trên thế giới, cho phép mọi người truy cập nội dung dữ liệu chuyên sâu, chẳng hạn như phát trực tuyến video HD trên YouTube, điều không thể thực hiện được trong thời đại modem quay số.
Là một phần mở rộng của các tiện ích này để tạo các ứng dụng dựa trên web, trình duyệt web đã bắt đầu thêm hỗ trợ cho các ứng dụng web tiến bộ (PWAs) năm 2016. Thuật ngữ ứng dụng web tiến bộ được đặt ra bởi kỹ sư Google Alex Russell vào năm 2015. PWA đã trở thành một dạng ứng dụng phổ biến tận dụng các tính năng của trình duyệt web hiện đại nhưng có thể được cài đặt và khởi chạy như một ứng dụng gốc, có thể được sử dụng khi thiết bị của người dùng ngoại tuyến và có thể được truy cập mà không cần người dùng phải nhập URL của ứng dụng. PWA cung cấp hỗ trợ đa nền tảng tự động và kích thước cài đặt nhỏ hơn so với các ứng dụng gốc. Apple iPhone đã thêm hỗ trợ cho các PWA có thể cài đặt vào năm 2018 và hầu hết các trình duyệt chính đều hỗ trợ PWA trên desktop và thiết bị di động.

## Chức năng
Mục đích của trình duyệt web là lấy nội dung và hiển thị trên thiết bị của người dùng.Quá trình này bắt đầu khi người dùng nhập Uniform Resource Locator (URL), ví dụ như https://en.wikipedia.org/,vào thanh địa chỉ của trình duyệt. Hầu như tất cả các URL trên Web đều bắt đầu bằng http: hoặc https:, nghĩa là chúng được truy xuất bằng Giao thức truyền siêu văn bản (HTTP). Đối với chế độ bảo mật (HTTPS), kết nối giữa trình duyệt và máy chủ web được mã hóa, cung cấp khả năng truyền dữ liệu an toàn và riêng tư. Vì lý do này, trình duyệt web thường được gọi là máy khách HTTP hoặc User Agent. Các tài liệu cần thiết, bao gồm văn bản, bảng kiểu, hình ảnh và các loại đa phương tiện khác, được tải xuống từ máy chủ. Sau khi các tài liệu đã được tải xuống, công cụ của trình duyệt web (còn được gọi là công cụ bố cục hoặc công cụ kết xuất) có trách nhiệm chuyển đổi các tài nguyên đó thành biểu diễn trực quan tương tác của trang trên thiết bị của người dùng.Trình duyệt web hiện đại cũng chứa các Engine JavaScript riêng biệt cho phép các ứng dụng tương tác phức tạp hơn bên trong trình duyệt. Trình duyệt web không hiển thị giao diện người dùng đồ họa được gọi là trình duyệt không có giao diện.
Các trang web thường chứa các siêu liên kết đến các trang và tài nguyên khác. Mỗi liên kết chứa một URL và khi nhấp hoặc chạm vào, trình duyệt sẽ điều hướng đến tài nguyên mới. Hầu hết các trình duyệt sử dụng bộ đệm nội bộ của các tài nguyên trang web để cải thiện thời gian tải cho các lần truy cập tiếp theo vào cùng một trang. Bộ đệm có thể lưu trữ nhiều mục, chẳng hạn như hình ảnh lớn, vì vậy chúng không cần phải được tải xuống từ máy chủ một lần nữa. Các mục được lưu trong bộ đệm thường chỉ được lưu trữ trong thời gian mà máy chủ web quy định trong các thông báo phản hồi HTTP của nó.
Trình duyệt web không giống với công cụ tìm kiếm, mặc dù hai thứ này thường bị nhầm lẫn. Công cụ tìm kiếm là một trang web cung cấp liên kết đến các trang web khác và cho phép người dùng tìm kiếm các tài nguyên cụ thể bằng truy vấn văn bản. Tuy nhiên, trình duyệt web thường được sử dụng để truy cập công cụ tìm kiếm và hầu hết các trình duyệt hiện đại cho phép người dùng truy cập trực tiếp vào công cụ tìm kiếm mặc định bằng cách nhập truy vấn vào thanh địa chỉ.
Để thực hiện tất cả điều này, các trình duyệt hiện đại là sự kết hợp của nhiều thành phần phần mềm.

## Tính năng
Các trình duyệt phổ biến nhất chia sẻ nhiều tính năng chung. Chúng tự động ghi lại lịch sử duyệt web của người dùng, trừ khi người dùng tắt lịch sử duyệt web của họ hoặc sử dụng chế độ riêng tư không ghi lại. Chúng cũng cho phép người dùng đặt dấu trang, tùy chỉnh trình duyệt bằng tiện ích mở rộng và quản lý các mục tải xuống và mật khẩu của họ. Một số cung cấp dịch vụ đồng bộ hóa và các tính năng trợ năng web.
[[File:Chromium_(web_browser).png|liên_kết=https://en.wikipedia.org/wiki/File:Chromium_(web_browser).png%7Cphải%7Cnhỏ%7C220x220px%7CTrình duyệt truyền thống có các tính năng giao diện người dùng nằm phía trên nội dung trang.
Các tính năng giao diện người dùng (UI) phổ biến:
- Cho phép người dùng mở nhiều trang cùng lúc, trong các cửa sổ trình duyệt khác nhau hoặc trong các tab khác nhau của cùng một cửa sổ.
- Các nút quay lại và chuyển tiếp để quay lại trang trước đã truy cập hoặc chuyển tiếp đến trang tiếp theo.
- Một nút làm mới hoặc tải lại và một nút dừng để tải lại và hủy tải trang hiện tại. (Trong hầu hết các trình duyệt, nút dừng được hợp nhất với nút tải lại.)
- Một nút home để quay lại trang bắt đầu.
- Một thanh địa chỉ để nhập URL của trang và hiển thị trang đó, và một thanh tìm kiếm để nhập truy vấn vào công cụ tìm kiếm. (Trong hầu hết các trình duyệt, thanh tìm kiếm được hợp nhất với thanh địa chỉ.)

Trong khi trình duyệt di động có các tính năng UI tương tự như phiên bản dành cho desktop, thì những hạn chế của màn hình cảm ứng thường nhỏ hơn đòi hỏi UI di động phải đơn giản hơn. Sự khác biệt này rất đáng kể đối với những người dùng quen với các phím tắt. Thiết kế web đáp ứng được sử dụng để tạo ra các trang web cung cấp trải nghiệm nhất quán trên các phiên bản dành cho máy tính để bàn và thiết bị di động của trang web và trên nhiều kích thước màn hình khác nhau. Các trình duyệt máy tính để bàn phổ biến nhất cũng có các công cụ phát triển web tinh vi.
Quyền truy cập vào một số nội dung web — đặc biệt là các dịch vụ phát trực tuyến như Netflix, Disney+ và Spotify — bị hạn chế bởi các phần mềm Digital Rights Management (DRM). Trình duyệt web có thể truy cập nội dung bị hạn chế DRM thông qua việc sử dụng Content Decryption Module (CDM) như Widevine. Tính đến năm 2020, các CDM được các trình duyệt web thống trị sử dụng yêu cầu các nhà cung cấp trình duyệt phải trả phí cấp phép tốn kém, khiến hầu hết các trình duyệt nguồn mở độc lập không thể cung cấp quyền truy cập vào nội dung bị hạn chế DRM.

## Các giao thức và các chuẩn
Trình duyệt web thường giao tiếp với máy chủ web bằng việc sử dụng HTTP (giao thức truyền siêu văn bản) để lấy về các trang web. HTTP cho phép các trình duyệt web gửi thông tin đến các máy chủ web, cũng như lấy các trang web về. HTTP được sử dụng rộng rãi nhất là HTTP/1.1, được định nghĩa đầy đủ ở RFC 2616. HTTP/1.1 có những chuẩn riêng mà Internet Explorer không hỗ trợ, nhưng hầu hết các trình duyệt web khác đều hỗ trợ đầy đủ.
Các trang được định vị bằng cách thức của một URL (bộ định vị tài nguyên chung) (RFC 1738), được coi như là một địa chỉ, bắt đầu bằng cụm http: để truy cập HTTP. Nhiều trình duyệt cũng hỗ trợ các kiểu URL khác và giao thức tương ứng, như gopher: cho Gopher (một giao thức siêu liên kết có thứ bậc), ftp: cho FTP (giao thức truyền file), rtsp: cho RTSP (giao thức streaming thời gian thực), và https: cho HTTPS (một phiên bản được mã hoá SSL của HTTP).
Định dạng file của một trang web thường là HTML (ngôn ngữ đánh dấu siêu văn bản) và được xác định bởi giao thức HTTP sử dụng kiểu nội dung MIME. Phần lớn các trình duyệt hỗ trợ nhiều định dạng file khác bên cạnh HTML, như là các định dạng ảnh JPEG, PNG, GIF... và có thể mở rộng để hỗ trợ nhiều hơn nhờ sử dụng các plug-in. Sự kết hợp của kiểu nội dung HTTP và đặc tả giao thức URL cho phép các nhà thiết kế trang web có thể đưa ảnh, hoạt hình, video, âm thanh và đa phương tiện được streaming vào trang web, hoặc có thể truy cập chúng thông qua trang web.

## Thị phần

Thị phần trình duyệt vào tháng 5/2017 theo StatCounter

Nhiều trình duyệt web được cài đặt trên hệ điều hành Windows 11

Google Chrome đã là trình duyệt thống trị kể từ giữa những năm 2010 và hiện chiếm 66% thị phần toàn cầu trên tất cả các thiết bị. Phần lớn mã nguồn của nó đến từ dự án Chromium nguồn mở của Google; mã này cũng là cơ sở cho nhiều trình duyệt khác, bao gồm Microsoft Edge, hiện đang ở vị trí thứ ba với khoảng 5% thị phần, cũng như Samsung Internet và Opera ở vị trí thứ năm và thứ sáu tương ứng với khoảng 2% thị phần mỗi trình duyệt.
Hai trình duyệt khác trong top bốn được tạo từ các codebase khác nhau. Safari, dựa trên mã WebKit của Apple, là trình duyệt web phổ biến thứ hai và chiếm ưu thế trên các thiết bị của Apple, chiếm 18% thị phần toàn cầu. Firefox, ở vị trí thứ tư, với khoảng 3% thị phần, dựa trên mã của Mozilla. Cả hai codebase này đều là mã nguồn mở, do đó một số trình duyệt nhỏ dành cho thị trường ngách cũng được tạo ra từ chúng.
Thị phần tháng trình duyệt tính đến tháng 2 năm 2025:
| Trình duyệt                | Thị phần     | Tham khảo   |
| -------------------------- | ------------ | ----------- |
| Chrome                     | ~66%         | [ 1 ] [ 2 ] |
| Safari                     | ~16%         | [ 1 ] [ 2 ] |
| Edge                       | ~6%          | [ 1 ] [ 2 ] |
| Firefox                    | ~3%          | [ 1 ] [ 2 ] |
| Samsung Internet           | ~2%          | [ 1 ] [ 2 ] |
| Opera                      | ~2%          | [ 1 ] [ 2 ] |
| Brave                      | ~1%          | [ 2 ]       |
| Yandex                     | less than 1% | [ 1 ] [ 2 ] |
| UC Browser                 | less than 1% | [ 1 ] [ 2 ] |
| Huawei Browser             | less than 1% | [ 2 ]       |
| DuckDuckGo Private Browser | less than 1% | [ 2 ]       |
| QQ Browser                 | less than 1% | [ 2 ]       |
| Mi Browser                 | less than 1% | [ 2 ]       |
| Naver Whale                | less than 1% | [ 2 ]       |
| Aloha Browser              | less than 1% | [ 2 ]       |
| Avast Secure Browser       | less than 1% | [ 2 ]       |
| Vivaldi                    | less than 1% | [ 2 ]       |
| AVG Secure Browser         | less than 1% | [ 2 ]       |
| Khác                       | less than 1% | [ 2 ]       |

### Thị phần theo loại thiết bị
Trước cuối năm 2016, phần lớn lưu lượng truy cập web đến từ máy tính để bàn. Tuy nhiên, kể từ đó, thiết bị di động (điện thoại thông minh) đã chiếm phần lớn lưu lượng truy cập web. Tính đến tháng 2 năm 2025, thiết bị di động chiếm 62% lưu lượng truy cập Internet, tiếp theo là máy tính để bàn với 36% và máy tính bảng với 2%.

## Bảo mật
Trình duyệt web là mục tiêu phổ biến của tin tặc, những kẻ khai thác lỗ hổng bảo mật để đánh cắp thông tin, phá hủy file và các hoạt động độc hại khác. Các nhà cung cấp trình duyệt thường xuyên vá các lỗ hổng bảo mật này, vì vậy người dùng được khuyến khích mạnh mẽ cập nhật phần mềm trình duyệt của mình. Các biện pháp bảo vệ khác là phần mềm diệt virus và nhận thức được các trò lừa đảo.

### Riêng tư
Trong quá trình duyệt, cookie nhận được từ nhiều trang web khác nhau được trình duyệt lưu trữ. Một số trong số chúng chứa thông tin đăng nhập hoặc tùy chọn trang web. Tuy nhiên, một số khác được sử dụng để theo dõi hành vi của người dùng trong thời gian dài, vì vậy trình duyệt thường cung cấp một phần trong menu để xóa cookie. Một số trình duyệt có khả năng bảo vệ chủ động hơn chống lại cookie và trình theo dõi hạn chế chức năng và khả năng theo dõi hành vi của người dùng. Việc quản lý cookie chi tiết hơn thường yêu cầu tiện ích mở rộng của trình duyệt. Thu thập dữ liệu từ xa được thực hiện bởi hầu hết các trình duyệt web phổ biến, thường có người dùng có thể chọn không tham gia.